# Uniwersytet w Banja Luce
Uniwersytet w Banja Luce (serb.-chorw. Univerzitet u Banjoj Luci / Универзитет у Бањој Луци) – publiczna uczelnia wyższa, zlokalizowana w Banja Luce.
Uczelnia została założona w 1975 roku, składała się wówczas z czterech jednostek: Wydziału Elektrotechniki, Wydziału Technologii, Wydziału Prawa oraz Wydziału Ekonomii. Pierwszym rektorem uczelni został Dragomir Malić. W 1978 roku powstał Wydział Medycyny. W takiej strukturze uczelnia funkcjonowała do czasu rozpadu Jugosławii.    
Uniwersytet działał podczas wojny w Bośni i Hercegowinie, a nawet rozwijał się w tym czasie. W 1992 roku utworzone zostały Wydział Rolnictwa i Wydział Leśnictwa, w 1994 – Wydział Filozofii, w 1995 – Wydział Architektury i Budownictwa, a w 1996 – Wydział Nauk Przyrodniczych i Matematycznych. Kolejnymi jednostkami były, utworzone w 2009 roku Wydział Nauk Politycznych, Wydział Filologii oraz Wydział Górnictwa. 